# Federica Venturelli
Federica Venturelli (Cremona, 12 januari 2005) is een Italiaans wielrenster die actief is in verschillende disciplines, waaronder op de baan, weg en in het veld. Sinds 2024 rijdt ze bij de opleidingsploeg van UAE Team ADQ.

## Carrière
Venturelli begon bij de junioren in het veldrijden waar ze haar eerste resultaten boekte op internationaal niveau op de Europese kampioenschappen van 2021.
Op de weg reed ze in 2022 naar de overwinning op het Italiaanse kampioenschap tijdrijden bij de junioren, ze verwees onder andere Eleonora Ciabocco naar een ereplaats op het podium. In 2023 behaalde Venturelli de nationale titel in de wegwedstrijd, waarin ze Eleonora La Bella en Irene Cagnazo versloeg in een sprint om de zege. Daarnaast stond Venturelli in 2023 ook op podia in internationale wedstrijden, zo werd ze Europees kampioene tijdrijden bij de junioren en reed ze een derde tijd in de tijdrit bij de Wereldkampioenschappen. Tevens behaalde ze haar eerste successen op Nederlands grondgebied, waar ze twee etappes en het eindklassement won in de Watersley Ladies Challenge. In 2024 behaalde ze haar eerste profzeges, ze won de vierde en vijfde etappe in de Giro Mediterraneo Rosa. Ze zette ook het punten- en jongerenklassement op haar naam. Na de wedstrijd in Italië nam ze voor het eerst deel aan een wedstrijd met de hoofdmacht, UAE Team ADQ, ze startte in de dertigste editie van de Gran Premio della Liberazione, waar ze als vierde wist te finishen. In 2025 stond ze nog altijd officieel onder contract bij UAE Development Team, maar nam ze voornamelijk deel aan wedstrijden met UAE Team ADQ. Eind juni reed ze naar een derde plaats op het Italiaanse kampioenschap tijdrijden, enkel Vittoria Guazzini en Elisa Longo Borghini reden een betere tijd.
Vanaf jonge leeftijd reed Venturelli ook wedstrijden op de baan, in 2024 debuteerde ze op zowel de EK als op de WK voor elite.

## Palmares

### Baanwielrennen
| Jaar        | IK          | EK                                            | WK                                                 | Overige                |
| Als juniore | Als juniore | Als juniore                                   | Als juniore                                        | Als juniore            |
| ----------- | ----------- | --------------------------------------------- | -------------------------------------------------- | ---------------------- |
| 2022        |             | achtervolging · omnium · ploegenachtervolging | achtervolging · ploegenachtervolging               |                        |
| 2023        |             | achtervolging · ploegenachtervolging          | achtervolging · koppelkoers · ploegenachtervolging |                        |
| Als belofte |             |                                               |                                                    |                        |
| 2024        |             | achtervolging · omnium · ploegenachtervolging |                                                    |                        |
| Als elite   |             |                                               |                                                    |                        |
| 2024        |             | 4e achtervolging                              | 5e achtervolging                                   | Aigle: · achtervolging |

### Veldrijden

#### Resultatentabel
| Seizoen  | WK  | EK | IK    | Klassementen | Klassementen | Klassementen | Klassementen   | Klassementen | Podia | Podia  | Podia | Aantal crossen |
| Seizoen  | WK  | EK | IK    | WB           | SP           | Trofee       | Copa de España | Swiss        | Goud  | Zilver | Brons | Aantal crossen |
| -------- | --- | -- | ----- | ------------ | ------------ | ------------ | -------------- | ------------ | ----- | ------ | ----- | -------------- |
| Junioren |     |    |       |              |              |              |                |              |       |        |       |                |
| 2021-22  | 5e  | 6e | 4e    | 4e           | -            | -            | -              | -            | -     | 1      | 1     | 9              |
| 2022-23  | 4e  | -  | Brons | 9e           | -            | -            | 15e            | -            | 1     | 2      | 1     | 9              |
| Beloften |     |    |       |              |              |              |                |              |       |        |       |                |
| 2023-24  | 22e | -  | -     | -            | -            | -            | -              | -            | -     | -      | -     | 1              |
| Elite    |     |    |       |              |              |              |                |              |       |        |       |                |
| 2021-22  | -   | -  | -     | -            | -            | -            | -              | -            | -     | -      | -     | 6              |
| 2022-23  | -   | -  | -     | -            | -            | -            | -              | 21e          | -     | 1      | -     | 5              |
| 2023-24  | -   | -  | -     | 68e          | -            | -            | -              | -            | -     | -      | -     | 2              |
| 2024-25  | -   | -  | -     | -            | -            | -            | -              | -            | -     | -      | -     | 0              |
| Totaal   | –   | –  | -     | –            | –            | –            | –              | –            | -     | 1      | -     | 13             |

#### Podiumplaatsen elite
| Legenda                       |
| ----------------------------- |
| Wereldkampioenschappen        |
| Continentale kampioenschappen |
| Nationale kampioenschappen    |
| Wereldbeker                   |
| Superprestige                 |
| Trofee                        |
| Overige veldritten            |

| Nr.           | Seizoen       | Datum            | Veldrit                        | Cat.          | Wedstrijdserie |               |
| Overwinningen | Overwinningen | Overwinningen    | Overwinningen                  | Overwinningen | Overwinningen  | Overwinningen |
| 2e plaatsen   | 2e plaatsen   | 2e plaatsen      | 2e plaatsen                    | 2e plaatsen   | 2e plaatsen    | 2e plaatsen   |
| ------------- | ------------- | ---------------- | ------------------------------ | ------------- | -------------- | ------------- |
| 1.            | 2022-2023     | 28 december 2022 | Turin International Cyclocross | C2            | Overige        | [ 2 ]         |
| 3e plaatsen   |               |                  |                                |               |                |               |

### Wegwielrennen
2022
 Italiaans kampioene tijdrijden, junioren
 Italiaans kampioenschap op de weg, junioren
 Europees kampioenschap op de weg, junioren
2023
1e etappe Ronde van Gévaudan Occitanie
Eind- en bergklassement Ronde van Gévaudan Occitanie
 Italiaans kampioene ploegentijdrit, junioren
 Italiaans kampioene op de weg, junioren
 Wereldkampioenschap tijdrijden, junioren
Proloog en 1e etappe Watersley Ladies Challenge
Eindklassement Watersley Ladies Challenge
 Europees kampioene tijdrijden, junioren
 Europees kampioene ploegentijdrit, junioren
 Europees kampioenschap op de weg, junioren
2024
4e en 5e etappe Giro Mediterraneo Rosa
Punten- en jongerenklassement Giro Mediterraneo Rosa
2025
 Italiaans kampioenschap tijdrijden, elite

## Ploegen
- 2024 –  UAE Development Team
- 2025 –  UAE Development Team